# قائمة الأوسمة العسكرية الجزائرية
قائمة الأوسمة العسكرية الجزائرية.

## القائمة
| الاسم                                                           | الصنف          |
| --------------------------------------------------------------- | -------------- |
| وسام جيش التحرير الوطني                                         |                |
| وسام الشرف                                                      |                |
| وسام الشجاعة للجيش الوطني الشعبي                                |                |
| وسام الاستحقاق العسكري                                          |                |
| وسام الاستحقاق الوطني                                           |                |
| وسام الجيش الوطني الشعبي                                        | دون شارة       |
| وسام الجيش الوطني الشعبي                                        | الشارة الثانية |
| وسام الجيش الوطني الشعبي                                        | الشارة الثانية |
| وسام الجيش الوطني الشعبي                                        | الشارة الثالثة |
| وسام الجريح                                                     | دون تنويه      |
| وسام الجريح                                                     | بتنويه         |
| وسام مشاركة الجيش الوطني الشعبي في حروب الشرق الأوسط 1967 و1973 |                |
| وسام أصدقاء الثورة الجزائرية                                    |                |